# Arisaema kerrii
Arisaema kerrii là một loài thực vật có hoa trong họ Ráy (Araceae). Loài này được Craib mô tả khoa học đầu tiên năm 1912.